# Adoxophyes peritoma
Adoxophyes peritoma is een vlinder uit de familie bladrollers (Tortricidae). De wetenschappelijke naam is voor het eerst geldig gepubliceerd in 1918 door Edward Meyrick.
De soort komt voor in tropisch Afrika.